# Philip Leonhard Kelz
Philip Leonhard Kelz (* 1988 in Heidelberg) ist ein deutscher Schauspieler.

## Leben
Philip Leonhard Kelz wuchs als Sohn deutscher Eltern bis zu seinem Abitur in Italien auf.
Er studierte zunächst Theater-, Film- und Fernsehwissenschaften an der Universität zu Köln, schloss dort als Bachelor of Arts ab und arbeitete anschließend freiberuflich als Producer für Rundfunk- und Filmproduktionen. In dieser Zeit lebte er unter anderem in Paris und Berlin. Erste Bühnenerfahrungen sammelte er bei der „Bürgerbühne Hamburg“ und am Jungen Schauspielhaus Hamburg.
Von 2015 bis 2019 absolvierte er sein Schauspielstudium am Max-Reinhardt-Seminar in Wien. Während seiner Ausbildung spielte er 2017 am Theater in der Josefstadt in Romeo und Rosalinde und in den Kammerspielen der „Josefstadt“ in Shakespeare in Love (als Sam). 2018 und 2019 gastierte er am Volkstheater Wien.
Seit der Spielzeit 2019/20 ist er festes Ensemblemitglied am Landestheater Niederösterreich. Dort spielte er bisher u. a. Laertes in Hamlet, König Gunther in Die Nibelungen, Emil Sinclair in einer Bühnenfassung des Demian und Horace in Molières Die Schule der Frauen. In der Spielzeit 2020/21 gastierte er am Niederländischen Theater Gent.
Kelz stand auch für verschiedene TV-Produktionen vor der Kamera. In der 16. Staffel der TV-Serie SOKO Donau (2021) übernahm er eine der Episodenhauptrollen als tatverdächtiger Physiotherapeut Erik Maurer. In der 17. Staffel der TV-Serie SOKO Donau (2023) hatte er in seiner Rolle einen erneuten Auftritt, bei dem er nach einem fingierten Date mit Gruppeninspektorin Penny Lanz (Lilian Klebow) als Mörder überführt wird.
Philip Leonhard Kelz lebt in Wien.

## Filmografie (Auswahl)
- 2017: Das Wunder vom Dachstein (Dokumentarfilm)
- 2019: Menschen und Mächte: Der Millionensassa – Das schillernde Leben des Finanzjongleurs Camillo Castiglioni (TV-Dokumentation)
- 2020: Die Toten vom Bodensee – Fluch aus der Tiefe (Fernsehreihe)
- 2021, 2024: SOKO Donau: Böser Geist, Mein Essen mit Erik (Fernsehserie, zwei Folgen)
- 2021: Die Ibiza Affäre: Genug ist genug (Fernsehserie, eine Folge)
- 2025: Alpentod – Ein Bergland-Krimi: Alte Wunden (Fernsehreihe)
- 2025: Tatort: Wir sind nicht zu fassen! (Fernsehreihe)